# Brede bandzweefvlieg
De brede bandzweefvlieg (Epistrophe flava) is een vliegensoort uit de familie van de zweefvliegen (Syrphidae). De wetenschappelijke naam van de soort is voor het eerst geldig gepubliceerd in 1994 door Doczkal & Schmid.